# 宋丁公
宋丁公（？—？），西周时宋国国君。子姓，名申。宋公稽之子。生平不詳。死後，子宋湣公即位。另有一子后来继位为宋炀公。